# Luke Woodhouse
Luke Woodhouse (Bewdley, 13 oktober 1988) is een Engelse darter die uitkomt voor de PDC.

## Carrière
Op 13 juni 2023 behaalde Woodhouse zijn eerste finale op de PDC Pro Tour. Tijdens Players Championship 14 versloeg hij Graham Hall, Rowby-John Rodriguez, Dom Taylor, José de Sousa, Danny Noppert en Mensur Suljović, waarna Damon Heta te sterk was.
Door Ross Smith, Ryan Searle en Dirk van Duijvenbode te verslaan op het European Darts Championship 2024, bereikte Woodhouse zijn eerste halve finale op een hoofdtoernooi van de PDC. Daarin was Ritchie Edhouse te sterk. Woodhouse debuteerde op het EK.

## Resultaten op wereldkampioenschappen

### PDC
- 2020: Laatste 32 (verloren van Dimitri Van den Bergh met 2-4)
- 2021: Laatste 96 (verloren van Jamie Lewis met 2-3)
- 2022: Laatste 64 (verloren van Damon Heta met 1-3)
- 2023: Laatste 64 (verloren van Gerwyn Price met 1-3)
- 2024: Laatste 96 (verloren van Berry van Peer met 2-3)
- 2025: Laatste 16 (verloren van Stephen Bunting met 0-4)

## Resultaten op de World Matchplay
- 2024: Laatste 32 (verloren van Nathan Aspinall met 8-10)
- 2025: Laatste 32 (verloren van Gary Anderson met 5-10)